# Francisco Costa (Tennisspieler)
Francisco Costa (* 28. Juni 1973 in Porto Alegre) ist ein ehemaliger brasilianischer Tennisspieler.

## Karriere
Costa bestritt seine erste Profisaison im Jahr 1994. Der Rechtshänder erreichte in der Weltrangliste seine höchsten Positionen mit Rang 140 im Einzel am 8. Mai 2000 sowie mit Rang 170 im Doppel am 26. Juli 1999. Auf der Challenger Tour sicherte er sich insgesamt vier Titelgewinne, davon drei im Einzel und einen im Doppel. Im Jahr 2000 bestritt er seine einzige Partie für die brasilianische Davis-Cup-Mannschaft. In der Erstrundenbegegnung gegen Frankreich kam er beim Stand von 3:1 im letzten Einzel zum Einsatz, das damit keinen Einfluss auf das Gesamtergebnis mehr hatte. Er bezwang Arnaud Clément in drei Sätzen.
Nach 2006 bestritt er kein Match mehr.

## Erfolge
| Legende (Anzahl der Siege)                       |
| Grand Slam                                       |
| Tennis Masters Cup ATP World Tour Finals         |
| ATP Masters Series ATP World Tour Masters 1000   |
| ATP International Series Gold ATP World Tour 500 |
| ATP International Series ATP World Tour 250      |
| ATP Challenger Tour (4)                          |

### Einzel

#### Turniersiege
| Nr. | Datum             | Turnier        | Belag     | Finalgegner      | Ergebnis      |
| --- | ----------------- | -------------- | --------- | ---------------- | ------------- |
| 1.  | 16. August 1998   | Belo Horizonte | Hartplatz | Gastón Gaudio    | 4:6, 6:2, 6:4 |
| 2.  | 16. Mai 1999      | Birmingham     | Sand      | Martín Rodríguez | 6:7, 7:6, 6:3 |
| 3.  | 28. November 1999 | Guadalajara    | Sand      | Nicolás Massú    | 4:6, 7:5, 6:3 |

### Doppel

#### Turniersiege
| Nr. | Datum            | Turnier | Belag | Doppelpartner  | Finalgegner                 | Ergebnis  |
| --- | ---------------- | ------- | ----- | -------------- | --------------------------- | --------- |
| 1.  | 5. November 2000 | Quito   | Sand  | Irakli Labadse | Eric Nunez Martin Stringari | 6:2, 7:64 |